# Hilton Athene
Het Hilton Athens is een hotel in Athene, Griekenland. Het hotel heeft uitzicht op de Akropolis en bevindt zich op loopafstand van het stadscentrum en The National Gallery (Athens).

## Geschiedenis
- Dit hotel was, met zijn 65 meter hoogte, praktisch de eerste wolkenkrabber in Athene (1963), maar de titel van eerste wolkenkrabber van de stad ging in de ogen van de Atheners naar de Athens Tower 1, die pas 8 jaar later werd gebouwd in 1971[1]
- Na de aankoop van dit hotel door Hilton Worldwide werd een grondige renovatie gepleegd, waarna het hotel heropende in de lente van 2003. Tijdens deze renovatie werd het gehele hotel opnieuw gemeubileerd en werd er een noordelijke vleugel aan toegevoegd van 7 verdiepingen met 74 nieuwe kamers en suites, waardoor het totale aantal kamers op 506 kwam.
- In 2004 werd dit hotel gekozen als accommodatie voor de leden van het Internationaal Olympisch Comité (IOC) tijdens de Olympische Spelen van 2004 in Athene.

## Eetgelegenheden
- Milos Restaurant is een Grieks restaurant, waar veel bekende personen uit Athene eten.
- Galaxy Restaurant is een modern hotel op het dak van het hotel, waar het een perfect uitzicht heeft over de Akropolis.
- The Aethrion Bar & Lounge is de hotel lounge, met een Japanse kaart.
- Galaxy Bar is de hotelbar op het dak, naast het Galaxy restaurant. De unieke inrichting, de cocktails en het eten maken deze bar een populaire plek in Athene.
- Oasis Pool Bar & Grill is een zwembadbar en restaurant. De bar/restaurant serveert zowel een uitgebreide mediterraan eten als simpele hamburgers.

## Trivia

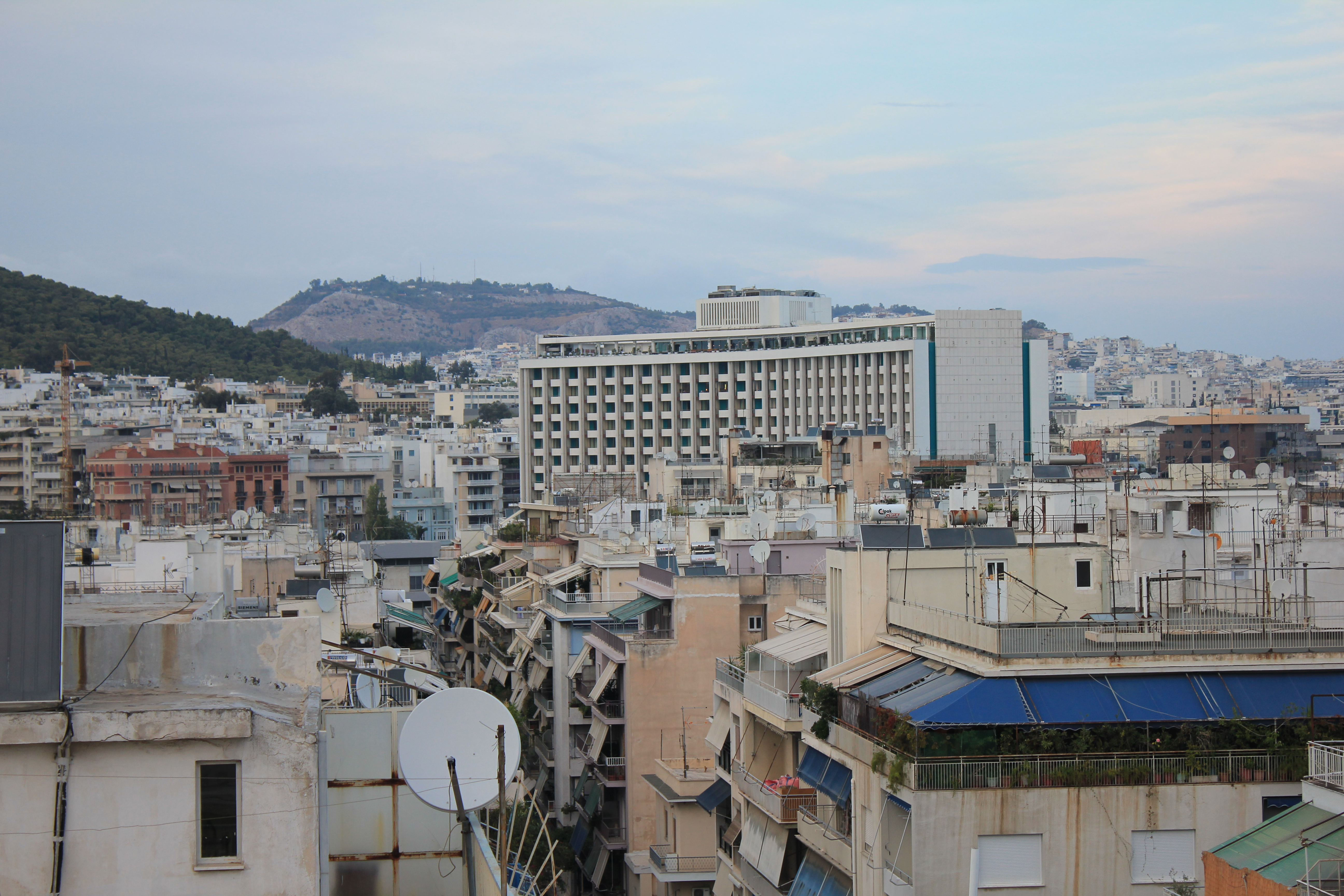
Het Hilton gezien vanuit de wijk Pagrati

- Het hotel heeft 14 expositiehallen, een zakencentrum en een grote tentoonstellingsruimte.
- Het hotel heeft een bar op het dak, vanwaar er een uitzicht is op de Akropolis.